# ヴォーグ (雑誌)
VOGUE（ヴォーグ）とは、コンデナスト・パブリケーションズが発行するファッション・ライフスタイル雑誌である。主に女性向けとされ、ファッション、ライフスタイル、デザインなどのテーマに関する記事を掲載している。
アメリカを本国とし、世界18カ国とラテンアメリカで出版されている。日本では『VOGUE JAPAN（ヴォーグ・ジャパン）』と称し、毎月28日に発売される。
Style.comというウェブサイトも運営している。

## 概要
ハイファッションの最先端を行く雑誌のひとつとして知られ、掲載商品の貸し出し元にも欧州の名門ファッションブランドが軒並み名を連ねる。
この雑誌に取り上げられたモデルは全世界的な知名度を獲得することになるため、ファッションモデルが有名になるための登竜門としての役目も果たし、スージー・パーカー、ツイッギー、ジーン・シュリンプトン、ローレン・ハットン、ヴェルーシュカ・ヴォン・レンドルフ、マリサ・ベレンソン、ペネロープ・トゥリーなどの有名なモデルを輩出している。ただし、少なくとも日本版では、クレジットにモデルの名前が出されることはあまり多くはない。
増刊号として男性向けの『VOGUE HOMMES（ヴォーグ・オム）』や、ジュエリーブック『VOGUE GIOIELLO（ヴォーグ・ジョイエロ）』、ティーンズ誌である『VOGUE girl（ヴォーグ・ガール）』なども発売されている。

## 日本版
1999年7月に日経コンデナスト（現在のコンデナスト・ジャパン）から『VOGUE NIPPON（ヴォーグ・ニッポン）』として創刊。キャッチは「新しい歴史がここから始まる」。発行人はジェームズ・ウールハウス、編集人は十河洋美。創刊号の特集は「ヴォーグ107年の華麗なる伝説」、「未来世紀日本」。巻頭エッセイは吉本ばなな。
2011年5月号より現在の誌名『VOGUE JAPAN』に変更した。2013年1月1日の日本法人の事業統合により、同年3月号以降は合同会社コンデナスト・ジャパン発行・発売。
日本版の初代編集長は渡辺三津子、2022年1月からはティファニー・ゴドイが編集長をつとめている。ファッションディレクターはアンナ・デッロ・ルッソである。2014年より『VOGUE GIRL』の編集長は宮坂淑子に交代した。
創刊10周年を迎えた2009年と15周年を迎えた2014年には、記念増刊号が発売された。いずれも通常発売号よりも大きいB4サイズの判型を用いている。
記事のうち、誌面の角に「VOGUE PROMOTION」と表記された特集は特定スポンサーとのタイアップ（記事広告）で、1号につき3～6か所程度ある。
日本ではほぼ半年おきに別冊付録・増刊号が循環しており、通常発売月を6で割った余りによって以下のサイクルで展開される。
展開中
- 1 - COLOR BAG&SHOES（別冊付録）
- 5 - VOGUE Wedding（増刊号）、VOGUE Gioiello（別冊付録）
- 6月のみ - VOGUE Time（別冊付録）
- 11月のみ - BEAUTY AWARD（別冊付録）
- 主に8月 - FASHION'S NIGHT OUT TOKYOガイドブック（別冊付録）
- 主に10月 - VOGUE gift（別冊付録）

休刊・廃刊
- 3・9月 - VOGUE HOMMES
- 不定期 - VOGUE GIRL（増刊号）

このほか、不定期にデジタルライフなどを取り扱った別冊付録、その他増刊号が展開されている。「ファッションズ・ナイト・アウト」開催日の直前の発売（主に8月発売10月号）となる場合にはそのガイドブックが付属する。

### 不祥事

#### 国会議事堂内での営利目的撮影
2010年8月18日、蓮舫行政刷新大臣は「議員活動の記録」を目的に国会議事堂内での撮影許可を申請した。小幡幹雄参議院事務総長は私的な宣伝や営利目的に供さないことを条件として許可し、翌日撮影された。
この撮影で収録された内容は、『VOGUE NIPPON』2010年11月号で「国会議事堂でのファッション撮影を敢行！ 」として出版された。コンデナスト・パブリケーションズ・ジャパンは、スタイリングした衣装を用意して撮影することを蓮舫側に伝え了承を取っていた。
これを受け西岡武夫参議院議長は、蓮舫に対し、ファッション誌への掲載目的で国会議事堂内で写真撮影したのは不適切だったと口頭で注意した。
10月7日、蓮舫は謝罪したが、手続きに不備は無かったと釈明した。
12月2日の議運委理事会で、与野党各理事の要請により、鈴木政二委員長から蓮舫に厳重注意が下された。
コンデナストは騒動に対し、コメントを差し控えた。

## 歴史

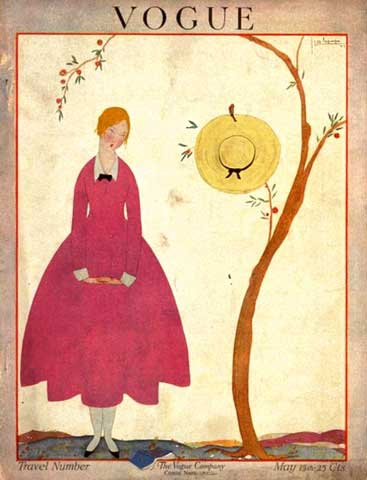
1917年5月版の表紙

- 1892年 - 週刊誌としてアーサー・ボールドウィン・ターナーによって創刊。
- 1909年 - アーサー・ボールドウィン・ターナーの死後、コンデ・ナストが事業を継承。発行サイクルを2週間おきとし、1910年代初期にイギリスから国外展開を開始した。その後、スペインでの事業は失敗したが、フランスでは成功を収めた。
  - ナストの手腕により『VOGUE』の発行部数・利益は劇的に増加し、購読契約の数も増加。特に世界恐慌時や第二次世界大戦時には急増した。
- 1960年代 - ダイアナ・ヴリーランドが編集長に就任。現代的なファッションを多く取り上げ、性的なことも大胆に記事で扱う編集術を行ったりしたことで、性の革命時代の若者の心をつかんだ。
- 1973年 - 月刊誌となり、編集長グレース・ミラベラの下で、読者のライフスタイルの変化に対応するために、さらなる編集の工夫、斬新なスタイルの追求を行い、雑誌は変化を遂げていった。
- 1988年 - アナ・ウィンターが本国版の編集長に就任。

### アナ・ウィンターの編集長就任後
アナ・ウィンターは、ファッション誌業界で定評のある優れたセンスと評判を守るため、より多くの人々に向けた、新しくより親しみやすい「ファッション」の形を雑誌に掲載するようにした。
アナ・ウィンターが初めて編集長を務めた号の表紙には、クリスチャン・ラクロアのジャケットとジーンズに高価な宝石を身に着けたイスラエルのスーパーモデル、ミカエラ・ベルクの膝から上が起用された。女性の顔のみを写していたそれ以前の写真とは一線を画したもので、これを『タイム』は「彼女の洋服と体の重要性。このイメージもジーンズとオートクチュールを合わせる新しいシックの形で販売促進した。ウィンターのデビューカバーは今日までの現代ファッションに知られるクラスとその他を和解し仲介した」と評した。ウィンターの下では新しく若い才能は歓迎された。
ウィンターのファッションショーへの出席は、しばしば産業の中のデザイナーのプロフィールの指標ととられる。2003年に彼女は毎年資金とガイダンスを少なくとも2人の新進デザイナーに提供する基金を生み出すアメリカ・ファッション協議会に加わった。これは新進デザイナーの間で忠誠を構築し、雑誌が優位な位置にい続けるのを助けると『タイム』は評した、「アメリカのファッションに対するかなりの影響。彼女が登場するまでランウェイショーは始まらない。彼女が彼らに油を塗るので彼らは成功する。流行は彼女の命令で引き起こされるか、無力になる。」。
トレードマークのボブヘアーと屋内でもサングラスをかけていることでも有名である。

#### 反響
ウィンターの昔のアシスタントローレン・ワイズバーガーは『プラダを着た悪魔』というタイトルの実話モデル小説を書いた。小説は2003年のベストセラーとなり、2006年に映画化された。小説の主人公はワイズバーガーに似ていて、彼女のボスは「ヴォーグ」を思わせる架空のファッション雑誌の、パワフルな編集長である。小説は、『ニューヨーク・タイムズ』の批評によれば、「タバコ・ダイエットドクターペッパー・ミックス野菜サラダで生きているような反キリスト者とファッションモデルのグループ」に支配される雑誌の様子を描いている。ワイズバーガーは小説の中で編集長を「空っぽで、底が浅く、かつ冷酷な女で、ゴージャスな服を大量に持っているけど他には何も持たない」者として描いている。しかし、小説と映画の両方の成功は、ファッション誌に新しい注目を集めるきっかけとなった。
2007年、『VOGUE』はタバコ広告を掲載していたために、喫煙抑止キャンペーングループ「タバコ・フリー・キッズ・キャンペーン」から批判された。グループは8000人のボランティアが、広告に関して電子メールまたはファクシミリで抗議文を送ったと主張した。グループはまた、ウィンターからのものとされる「止めなさい、あなたはを木々を殺している! ("You're killing trees!"、「紙を無駄にするな」の意)」というメッセージが走り書きされたFAXが送り返されてきたと述べている。またコンデ・ナストの報道官は公式に「『VOGUE』はタバコ広告を載せる。我々はそれ以上の更なるコメントをしない」と返答した。
2008年4月にアメリカ版『VOGUE』は、有名カメラマンのアニー・リーボヴィッツが撮影を行った。表紙を飾ったのはスーパーモデルのジゼル・ブンチェンとバスケットボール選手のレブロン・ジェームズ。アメリカ版の表紙を男性が飾るのはジョージ・クルーニー、リチャード・ギアに次いで3人目であり、黒人男性では初である。この表紙はジェームズが、より小さなジゼルのそばにいるというもので、映画『キング・コング』を思わせたもので、2人のポーズは同映画に出演したフェイ・レイへの追悼の意を込めている。しかし、多くの批評家からこの表紙は、偏見があると認められた。

#### ティーン・ヴォーグ次期編集長の差別的発言
コンデナストは2021年2月5日、米ニュースサイト『Axios（アクシオス）』の元政治記者で2020年アメリカ合衆国大統領選挙でバイデン陣営を支持したアレクシ・マキャモンドを『ティーン・ヴォーグ』の新編集長とすると発表した。マキャモンドは学生であった2011年に「寝起きに腫れぼったいアジア人の目にならない方法をググってる」、大学教授のアシスタントを「馬鹿なアジア人のティーチング・ アシスタント」と呼ぶなどアジア人の見た目や同性愛者を差別するツイートをしており、内部スタッフらが「読者から懸念の声が寄せられている」とコンデナストに書簡を送っている。2016年から2018年まで『ティーン・ヴォーグ』の編集長を務めたエレーヌ・ウェルタロスは、一連のツイートとその背後にある感情について「人種差別的で忌まわしく、弁護できない」と出演したCBSの番組中で述べている。
コスメチェーン大手のアルタ・ビューティー（Ulta Beauty）がこの媒体で行っている広告キャンペーンを停止するなど内外から批判を受けることとなった。アジア系アメリカ人ジャーナリスト協会はコンデナストと『ティーン・ヴォーグ』とマキャモンドに対し、懸念を表明する公式声明を出している。
『ニューヨーク・マガジン』の元編集者で、情報サイト『The Infatuation』編集ディレクターのダイアナ・ツイがインスタグラムにスクリーンショットを投稿したことからツイートが拡散しており、ファッション業界の監視グループの「ダイエット・プラダ」の再投稿によってさらに拡散した。ツイート自体は2019年にも一度出回っており、当時もマキャモンドは謝罪しているがツイは「人種差別」とはせず「無神経なツイート」としていたことを指摘している。
同月13日に交際相手のTJ・ダックロがマキャモンドとの交際について取材をはじめた『ポリティコ』の記者に対し「お前を破滅させる」と脅迫していたことが明るみに出て、バイデン政権副報道官を辞任している。マキャモンドは2020年11月にダックロとの交際を『Axios』に報告し、リベラル派政治の担当に異動となっていた。
コンデナストの広報は当初「マキャモンドの起用は堅持する」としており、ウィンターは編集部のサポートを構築しようとしたが、3月18日にマッキャモンドはTwitterでコンデナストとの別れを決意したと発表した。コンデナストはマッキャモンドの過去の人種差別的なツイートのことは知っていたが、ハロウィンパーティーでネイティブ・アメリカンの扮装をしたり、同性愛嫌悪をしていたことは知らなかったという。

### 世界各国の発行状況
今日、『VOGUE』は以下に示す世界18カ国・1地域で発行されている。
- アメリカ - 本国
- イギリス
- イタリア
- インド
- オーストラリア
- ギリシャ
- スペイン
- 韓国
- 台湾
- 中華人民共和国
- ドイツ
- トルコ
- 日本
- ブラジル
- フランス
- ポルトガル
- メキシコ
- ロシア
- ラテンアメリカ

## スタイルと影響
『VOGUE』は、2006年12月3日付の『ニューヨーク・タイムズ』紙において、作家・ファッション史家キャロライン・ウェーバーから「世界で最も影響力のあるファッション雑誌」とされ、以下のように評されている。
現代においてVOGUEは、ヴォルテールの有名な言葉にある神についての考えのようなものだ。それが存在しないのならば創り出さなければならない。

編集の優秀さとビジュアルの堂々たる風格で尊敬されるこの雑誌は、ラグジュアリー・セレブリティ・スタイルを崇拝するすべての人のバイブルとして長い間機能してきた。この三位一体が今日の消費文化を支配しているのは当然のことと思われているが、それを高い地位へ押し上げたVOGUEの役割を過小評価することはできない。—キャロライン・ウェーバー, New York Times, 2006年12月3日号

### 同一ジャンルでのライバル誌など
コンデナスト社
- GQ
- WIRED - 日本では「GQ JAPAN」増刊号として展開されている。

世界各国
- ハーパーズ バザー
- ELLE
- madame FIGARO
- ヌメロ
- GRAZIA（日本のものとは異なる）
- テラマガジン

日本国内
- GINZA
- SPUR
- 25ans